# ۴۸۱ (میلادی)
۴۸۱ (میلادی) چهارصد و هشتاد و یکمین سال تقویم میلادی است.

## درگذشتگان
- شیلدریک یکم، پادشاه فرانک‌های سالی از دودمان مروونژی (یا ۴۸۲)

‎